# Білозерські джерела
Білозе́рські джере́ла — гідрологічна пам'ятка природи місцевого значення в Україні. Розташована в північно-східной частині смт Білозерка Херсонської області, при вул. Кооперативній, на березі Білого озера. 
Статус присвоєно згідно з рішенням Херсонського облвиконкому від 19.08.1983 року № 441/16. 
Статус присвоєно для збереження 5 потужних джерел з питною водою, що не замерзає взимку.